# Thanatos
Dans la mythologie grecque, Thanatos (en grec ancien Θάνατος / Thánatos) est la personnification de la Mort. Il est une figure mineure de la mythologie grecque, à laquelle on fait souvent référence mais qui apparaît rarement comme individu. 
La traduction latine de son nom est Thanatus, mais son équivalent dans la mythologie romaine est Mors, aussi appelé Letus, souvent à tort confondu avec Orcus, une divinité romaine des Enfers.

## Mythe
Selon la Théogonie du poète grec Hésiode, Thanatos est le fils de Nyx (la Nuit), épouse d'Érèbe (les Ténèbres), qu'elle a engendré seule, et est le frère jumeau d'Hypnos (le Sommeil).
Homère confirme la filiation entre Hypnos et Thanatos dans son poème épique l'Iliade, où ils sont chargés par Zeus, par l'intermédiaire d'Apollon, du transport du héros Sarpédon vers sa Lycie natale.  On compte également parmi les adelphes de Thanatos d'autres personnifications telles que Géras (la Vieillesse), Oizys (la Détresse), Moros (le Sort), Apaté (la Tromperie), Momos (la Moquerie), Éris (la Discorde), Némésis (la Vengeance), ainsi que le nocher des Enfers Charon. Thanatos est également souvent associé aux Moires, qui sont, selon Hésiode, d'autres filles de Nyx, particulièrement Atropos, symbolisant la mort dans le trio. Il est parfois associé à la mort paisible, par opposition aux Kères, personnifications de la mort violente. Il est aussi un dieu psychopompe supervisé par Hermès.
Le personnage de Thanatos est ainsi introduit par Hésiode dans la Théogonie : « Car c’est là qu’habitent les enfants de l’obscure Nyx, Hypnos et Thanatos, Dieux terribles. Et jamais le brillant Hélios ne les éclaire de ses rayons, soit qu’il gravisse l’Ouranos, soit qu’il en descende. L’un, sur la terre et sur le large dos de la mer, tranquille, se promène, doux aux hommes ; mais le cœur de l’autre est d’airain, et son âme est d’airain dans sa poitrine, et il ne lâche point le premier qu’il a saisi parmi les hommes ; et il est odieux aux Immortels eux-mêmes. » Thanatos est ainsi présenté comme sans merci et sans discernement, haineux et haï des mortels et même des dieux. Mais dans les mythes le concernant, Thanatos peut éventuellement être déjoué, ce que le sournois roi Sisyphe de Corinthe parvint à faire deux fois. Quand il fut temps pour Sisyphe de mourir, Zeus ordonna à Thanatos d'emprisonner Sisyphe dans le Tartare. Sisyphe déjoua alors Thanatos en l'emprisonnant avec ses menottes, empêchant alors la mort de tout mortel tant qu'il était enchaîné.
Arès, dieu de la guerre, énervé de voir que personne ne mourait dans les batailles qu'il enclenchait, libéra Thanatos et envoya Sisyphe au dieu. Le roi échappa à la mort une fois de plus en persuadant Perséphone de le laisser rejoindre sa femme, disant qu'il n'avait pas eu de funérailles dignes, ruse qu'il avait préparé au préalable. Cette fois-ci, Sisyphe fut rattrapé de force par Hermès, mais il continua de nier sa mort. Il fut alors condamné à une éternité de frustration dans le Tartare, où il dut faire rouler éternellement jusqu'en haut d'une colline un rocher qui en redescendait chaque fois avant de parvenir au sommet. « Purifie Sarpédon, hors de la mêlée, du sang noir qui le souille. Lave-le dans les eaux du fleuve, et, l'ayant oint d'ambroisie, couvre-le de vêtements immortels. Puis, remets-le aux jumeaux rapides, Hypnos et Thanatos, pour qu'ils le portent chez le riche peuple de la grande Lycie. »
Sisyphe, fils d'Éole, n'était cependant qu'un mortel : Thanatos représente en effet pour eux un destin inexorable, mais il ne fut bel et bien déjoué qu'une seule fois par le héros mythique Héraclès. Thanatos avait pour ordre de prendre l'âme d'Alceste, qui avait offert sa vie pour sauver celle de son mari, le roi Admète de Phères. Héraclès était à l'époque un invité d'Admète, et proposa de récompenser l'hospitalité du roi en ramenant sa femme à la vie. Quand Thanatos partit voir Hadès pour lui apporter Alceste, Héraclès apparut et déjoua le dieu de la Mort en l'enchaînant avec des liens de diamant, gagnant alors le droit de ressusciter Alceste. « Parle autant que tu veux, tu n'y gagneras rien ; cette femme va descendre au royaume d'Hadès. Je m'en vais la trouver, pour, d'abord avec mon épée, à l'intention des dieux d'en bas, sous terre, prendre quelques cheveux de celle qu'ils attendent. »

## Thanatos dans l'art

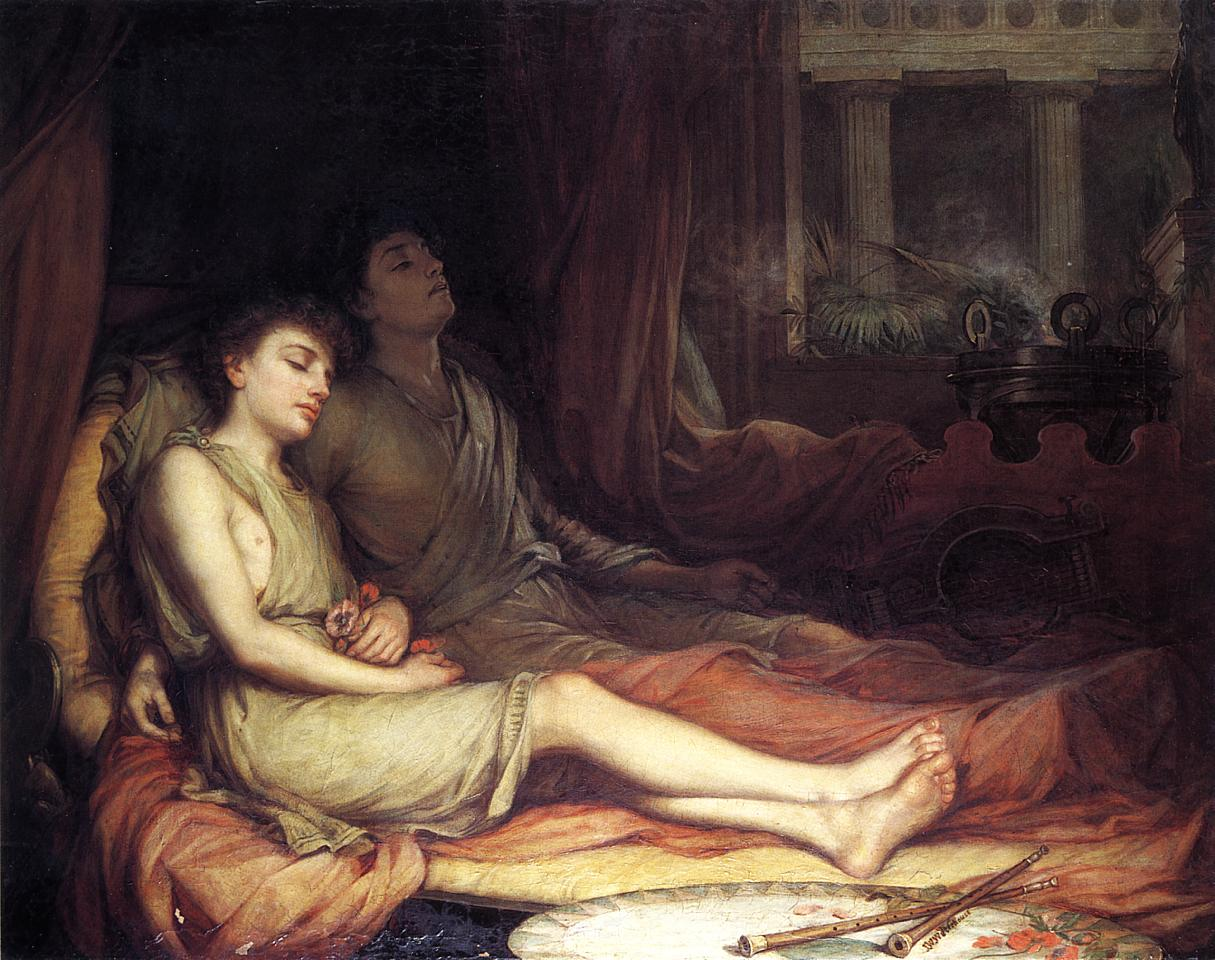
Le Sommeil et son demi-frère la Mort, John William Waterhouse, 1874.

Un hymne orphique évoque Thanatos : « Parfum de Thanatos, la Manne.
Entends-moi, Reine de tous les hommes mortels, toi qui es d’autant plus proche d’eux que tu leur donnes un plus long temps à vivre. Ton sommeil tue l’âme et le corps, et, quand tu as rompu les liens de la nature, tu apportes le repos éternel aux hommes ; car tu es commune à tous, et, injuste pour quelques-uns, tu mets une fin rapide au cours de la jeunesse. En toi seule tout s’accomplit ; ni les prières, ni les libations n’apaisent ta colère. Mais, ô Bienheureuse, je te supplie, par mes sacrifices et par mes prières, d’éloigner au moins les bornes de ma vie, et d’accorder aux mortels une heureuse vieillesse ! » Plus tard, alors que la transition de la vie à la mort aux Champs Élysées apparut comme une option plus attirante, Thanatos fut représenté comme un éphèbe, et fut plus généralement associé à une mort paisible qu'à un destin tragique. De nombreux sarcophages romains le représentent sous la forme d'un jeune garçon ailé, à l'image de Cupidon. Le professeur d'arts libéraux Arthur Bernard Cook observe : « Un Éros avec les jambes croisées et une torche renversée devint le plus commun des symboles de la Mort. »
Thanatos est aussi représenté comme un enfant endormi dans les bras de Nyx, ou comme un enfant avec un papillon (le mot grec ψυχή / psukhḗ pouvant à la fois signifier « âme », « vie » ou « papillon ») ou avec un bouquet de coquelicots (les coquelicots étaient associés à Hypnos et Thanatos à cause de leurs vertus hypnagogiques et la mort éventuelle que l'on court si l'on y est trop exposé).
Il est souvent montré comme ayant une torche inversée, qu'il tient à l'envers dans ses mains, qui représente la vie qui s'éteint. Il est aussi décrit comme étant ailé et avec une épée à sa ceinture. Dans Alceste d'Euripide, il est décrit comme vêtu de noir et portant une épée. Il est rarement représenté sans son frère jumeau Hypnos.
La représentation la plus connue de Thanatos est sur le cratère d'Euphronios, où il est représenté avec Hypnos portant le corps de Sarpédon,. Il est alors adulte et barbu, tout comme son jumeau.

## Thanatos en médecine et en psychologie

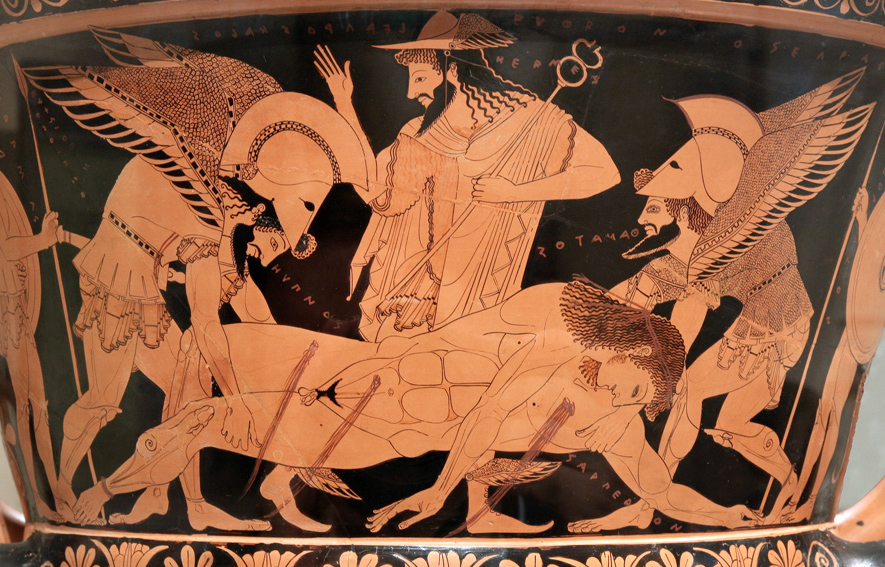
Hypnos (à gauche) et Thanatos (à droite) portant le cadavre de Sarpédon, supervisés par Hermès.

### Phobies
La thanatophobie est la peur des choses associées ou rappelant la mort et la mortalité, comme les cadavres ou les cimetières. Elle est associée à la nécrophobie, bien que ce terme fait plus référence à la peur des cadavres qu'à une peur générale de la mort.

### Thanatologie
La thanatologie est la science et l'étude de la mort. Elle étudie les mécanismes et les aspects médico-légaux de la mort, tels que les changements corporels qui accompagnent la mort et la période post-mortem, ainsi que des aspects sociaux plus larges liés à la mort, comme le rite ou la commémoration. Cette science académique fait appel à de nombreuses disciplines universitaires, comme la médecine (en particulier la médecine légale), la biologie, la sociologie, la théologie, l'art et la littérature.
Le nanisme thanatophore, nommé ainsi à cause de sa létalité à la naissance, est le plus fréquent des nanismes létaux avec une prévalence estimée de 1 cas sur 6 400 à 1 cas sur 16 700 naissances. Son nom vient du grec thanatophoros qui signifie « porteur de mort ».

### Euthanasie
L'euthanasie, littéralement « bonne mort » en grec, désigne le fait d'avoir une mort douce, que celle-ci soit naturelle ou provoquée, pour un individu qui souffrirait sinon d'une maladie ou d'un handicap sévère et/ou incurable. Le docteur Jack Kevorkian a inventé un instrument d'euthanasie appelé le Thanatron.

### Psychanalyse
En psychanalyse, l'opposition de « Thanatos » et d'« Éros » correspond chez Sigmund Freud à l'opposition des pulsions de mort et des pulsions de vie dans la seconde théorie des pulsions, bien que le terme « Thanatos »
soit absent du texte freudien lui-même.